# Jean-Marie Geveaux
Jean-Marie Geveaux est un homme politique français, né le 8 mai 1947 à Vion (Sarthe).

## Biographie
Membre de l'UMP, il est député de la deuxième circonscription de la Sarthe au cours de la Xe législature (1993-1997) et de la XIIe législature (2002-2007).
Il est président du conseil général de la Sarthe du 31 mars 2011 au 2 avril 2015. En janvier 2015, il annonce ne pas briguer de nouveau mandat de conseiller départemental lors des élections départementales de 2015.

## Mandats
- 1982 - 1988 : membre du conseil général de la Sarthe
- 03/10/1988 - 27/03/1994 : membre du conseil général de la Sarthe
- 1983 - 1989 : membre du conseil municipal du Mans (Sarthe)
- 20/03/1989 - 18/06/1995 : membre du conseil municipal du Mans (Sarthe)
- 23/03/1992 - 17/04/1993 : membre du conseil régional des Pays de la Loire
- 02/04/1993 - 21/04/1997 : député
- 28/03/1994 - 18/03/2001 : vice-président du conseil général de la Sarthe
- 19/06/1995 - 18/03/2001 : membre du conseil municipal du Mans (Sarthe)
- 15/03/1998 - 19/03/2000 : membre du conseil régional des Pays de la Loire
- 20/03/2000 - 18/06/2002 : député
- 19/06/2002 - 19 juin 2007 : député
- 1982 - 2015 : conseiller général du canton du Mans-Nord-Ville
- 31/03/2011 - 2/04/2015 : président du conseil général de la Sarthe.